# Nominalismo
En metafísica, el nominalismo es la doctrina filosófica según la cual todo lo que existe es particular, esto es, que los objetos universales y abstractos no existen realmente aparte de ser solamente nombres o rótulos. Esto generalmente se afirma en oposición a quienes sostienen que existen los universales y las entidades abstractas. El nominalismo niega la existencia de conceptos universales tanto de manera inmanente (en los particulares) como trascendente (fuera de los particulares). Existen al menos dos versiones principales de nominalismo. Una versión niega la existencia de universales – cosas que pueden ser instanciadas o ejemplificadas por muchas cosas particulares (p. ej., fuerza, humanidad). La otra versión niega específicamente la existencia de objetos abstractos – objetos que no existen en el tiempo y el espacio. Sistemas filosóficos como los de Epicuro, Guillermo de Occam, George Berkeley, David Hume, John Stuart Mill pueden considerarse nominalistas.
La mayoría de los nominalistas han sostenido que solo los particulares físicos en el espacio y el tiempo son reales, y que los universales existen solo post res, es decir, posteriores a las cosas particulares. Sin embargo, algunas versiones del nominalismo sostienen que algunos particulares son entidades abstractas (p. ej., números), mientras que otros son entidades concretas: entidades que sí existen en el espacio y el tiempo (p. ej., pilares, serpientes, plátanos).
El nominalismo es principalmente una posición respecto al problema de los universales. Es una forma de antirrealismo que se opone al realismo extremo de Platón, que afirma que los universales existen por encima de los particulares, y al realismo moderado de Aristóteles y Tomás de Aquino, que afirman que los universales son inmanentemente reales dentro de ellos. Por otro lado para David Malet Armstrong, la doctrina opuesta al nominalismo no es el realismo, que acepta la existencia tanto de particulares como de universales, sino el universalismo, que sostiene que todo lo que existe son universales.
El término «nominalismo» proviene del latín, nomen (nombre). Surgió de los debates en la filosofía medieval con Roscelino de Compiègne. Otra palabra usada para designar al nominalismo es particularismo. Por ejemplo, John Stuart Mill escribió una vez el apotegma según el cual «no hay nada general, excepto nombres».

## Historia

### Filosofía griega antigua
Platón fue quizás el primer escritor de la filosofía occidental en establecer claramente una posición realista, es decir, no nominalista:

Nuestra costumbre era, en efecto, la de poner una idea para cada multitud de cosas a las que damos un mismo nombre [...] Valga de ejemplo si te parece: hay una multitud de camas y una multitud de mesas [...] Pero las ideas relativas a esos muebles son dos, una idea de cama y otra idea de mesa.
República, 596a-b

El que cree, pues, en las cosas bellas, pero no en la belleza misma, ni es capaz tampoco, si alguien le guía, de seguirle hasta el conocimiento de ella, ¿te parece que vive en ensueño o despierto?
República, 476c

Los universales platónicos correspondientes a los nombres «cama» y «belleza» eran la Forma de la Cama y la Forma de lo Bello, o la Cama en sí misma y lo Bello en sí mismo. Las formas platónicas fueron los primeros universales postulados como tales en la filosofía.
Nuestro término «universal» se debe a la traducción del término técnico kathólou de Aristóteles, que acuñó especialmente con el propósito de discutir el problema de los universales. Kathólou es una contracción de la frase katà hólon, que significa ‘en conjunto’.  
Es bien sabido que Aristóteles rechazó ciertos aspectos de la Teoría de las formas de Platón, pero también rechazó claramente el nominalismo:
[E]l hombre, y todo lo que es común, no significa un esto, sino un tal, o un cuanto, o un respecto a algo, o alguna de las cosas de este tipo. (Refutaciones sofísticas, XXII. 178b 37)
Los epicúreos también fueron precursores del nominalismo al considerar los conceptos generales como anticipaciones mentales (prolepsis) producto de un constantes sensaciones (aisthêsis) generalizadas.   Para Epicuro existe una relación entre el conocimiento y el lenguaje. El significado de una palabra es un significado «natural» pero este significado queda cubierto por los usos que los hombres le dan. Volver al primer significado es volver a las ideas preconcebidas, y así recurrir a la fuente del conocimiento humano (en oposición a la dialéctica).  

Así, que cualquiera cosa, luego que se le sabe el nombre, ya está manifiesta; y ciertamente no inquiriríamos lo que inquirimos si antes no lo conociésemos, v.gr., cuando decimos lo que allá lejos se divisa, ¿es caballo o buey? Para esto es menester tener anticipadamente conocimiento de la forma del caballo y del buey, pues no nombraríamos una cosa no habiendo aprendido con anticipación su figura. Luego las anticipaciones son evidentes.
Diógenes Laercio, Vidas, opiniones y sentencias de los filósofos más ilustres. X, Epicuro, 24.

Los primeros filósofos en describir explícitamente los argumentos nominalistas fueron los estoicos, especialmente Crisipo. 

### Filosofía medieval
En la filosofía medieval, el filósofo y teólogo francés Roscelino (c. 1050 - c. 1125) fue uno de los primeros y destacados defensores del nominalismo. Las ideas nominalistas se pueden encontrar en la obra de Pedro Abelardo y alcanzaron su florecimiento en Guillermo de Ockham, quien fue el nominalista más influyente y completo. La versión del nominalismo de Abelardo y Ockham a veces se llama conceptualismo, que se presenta como un camino intermedio entre el nominalismo y el realismo, afirmando que hay algo en común entre individuos similares, pero que es un concepto en la mente, en lugar de una entidad real que existe independientemente de la mente. Ockham argumentó que solo existían individuos y que los universales eran solo formas mentales de referirse a conjuntos de individuos. «Yo sostengo», escribió, «que un universal no es algo real que existe en un sujeto... sino que tiene un ser sólo como objeto mental en la mente [objectivum in anima]». Como regla general, Ockham argumentó en contra de asumir cualquier entidad que no fuera necesaria para las explicaciones. En consecuencia, escribió, no hay razón para creer que existe una entidad llamada «humanidad» que reside dentro de, digamos, Sócrates, y no se explica nada más al hacer esta afirmación, el principio de que la explicación de cualquier fenómeno debe hacer la menor cantidad de suposiciones posible. Esto está de acuerdo con el método analítico que desde entonces se conoce como la navaja de Ockham, el principio de que la explicación de cualquier fenómeno debe hacer la menor cantidad de suposiciones posible. Los críticos argumentan que los enfoques conceptualistas responden solo a la cuestión psicológica de los universales. Si el mismo concepto se aplica correcta y no arbitrariamente a dos individuos, debe haber alguna semejanza o propiedad compartida entre los dos individuos que justifique que caigan bajo el mismo concepto y ese es solo el problema metafísico que los universales fueron creados para abordar. el punto de partida de todo el problema (MacLeod & Rubenstein, 2006, §3d). Si se afirman las semejanzas entre los individuos, el conceptualismo se convierte en realismo moderado; si se niegan, se derrumba en el nominalismo.

### Filosofía moderna y contemporánea
En la filosofía moderna, el nominalismo fue revivido por Thomas Hobbes  y Pierre Gassendi. 
En la filosofía analítica contemporánea, ha sido defendida por Rudolf Carnap, Nelson Goodman, H. H. Price, y D. C. Williams.
Últimamente, algunos estudiosos se han estado cuestionando qué tipo de influencias podría haber tenido el nominalismo en la concepción de la modernidad y la contemporaneidad. Según Michael Allen Gilllespie, el nominalismo influye profundamente en estos dos períodos. Si bien la modernidad y la contemporaneidad son épocas seculares, sus raíces están firmemente asentadas en lo sagrado. Además, «el nominalismo puso este mundo patas arriba», argumenta. «Para los nominalistas, todo ser real era individual o particular y los universales eran, por tanto, meras ficciones».
Otro erudito, Víctor Bruno, sigue la misma línea. Según Bruno, el nominalismo es uno de los primeros signos de ruptura en el sistema medieval:

El desmembramiento de los particulares, la peligrosa atribución a los individuos de un estatuto de totalización de posibilidades en sí mismos, todo ello se desdoblará en una fisura existencial a la vez objetiva y material. El resultado de esta fisura fisura serán los ensayos para establecer la Estado nación.
Victor Bruno.

### Filosofía india
La filosofía india abarca varias tradiciones realistas y nominalistas. Ciertas escuelas hindúes ortodoxas defienden la posición realista, en particular Purva Mimamsa, Nyāya y Vaiśeṣika, sosteniendo que el referente de la palabra es tanto el objeto individual percibido por el sujeto del conocimiento como la clase universal a la que pertenece la cosa. Según el realismo indio, tanto lo individual como lo universal existen objetivamente, y el segundo subyace al primero.
Los budistas toman la posición nominalista, especialmente los de las escuelas Sautrāntika  y Yogācāra;  eran de la opinión de que las palabras no tienen por referente objetos verdaderos, sino sólo conceptos producidos en el intelecto. Estos conceptos no son reales ya que no tienen existencia eficiente, es decir, poderes causales. Las palabras, como convenciones lingüísticas, son útiles al pensamiento y al discurso, pero aun así, no debe aceptarse que las palabras aprehendan la realidad tal como es.
Dignāga formuló una teoría nominalista del significado llamada apohavada, o teoría de las exclusiones. La teoría busca explicar cómo es posible que las palabras se refieran a clases de objetos incluso si ninguna de esas clases tiene una existencia objetiva. La tesis de Dignāga es que las clases no se refieren a cualidades positivas que sus miembros comparten. Por el contrario, las clases universales son exclusiones (apoha). Como tal, la clase «vaca», por ejemplo, se compone de todas las exclusiones comunes a las vacas individuales: todas no son caballos, no son elefantes, etc.

## El problema de los universales
El nominalismo surgió en reacción al problema de los universales. En concreto, ¿qué representa el hecho de que algunas cosas son del mismo tipo? Por ejemplo, Sócrates y Platón: los dos son hombres, o bien, el hecho de que ciertas propiedades son repetibles: la hierba, la camisa, y una rana son todas verdes. La pregunta es en virtud de qué Sócrates y Platón son ambos hombres, y la hierba, la camisa, y la rana son todos verdes.
La respuesta realista es que todas las cosas verdes son de tal color en virtud de la existencia de un universal, una sola cosa de alguna manera presente en ellas: el verdor de todas las cosas verdes. La hierba, la camisa y la rana, comparten el universal verde. De modo que un universal es algo repetible, que puede estar de manera íntegra en varios particulares a la vez.
El nominalismo, en cambio, niega la existencia de los universales. La motivación de este, se deriva de varios lados. En primer lugar, la cuestión sobre dónde se encuentran esos universales (si es que existen). Platón sostuvo que hay un reino de las formas abstractas o universales separado del mundo físico (véase la teoría de las Formas). Los particulares mundanos participan o imitan a esa Forma universal. Pero esto plantea la pregunta: ¿dónde está este reino de lo universal? Una posibilidad es que se encuentra fuera de espacio y tiempo. Sin embargo, los naturalistas sostiene que no hay nada fuera del espacio y del tiempo. Algunos neoplatónicos, como Plotino y Agustín de Hipona, sostuvieron (anticipándose al conceptualismo) que los universales están contenidos dentro de la mente de Dios.
Los realistas moderados sostienen que no hay ámbito en el que los universales existan, sino que más bien los universales se encuentran en el espacio y el tiempo en los que se manifiestan. Recordemos que un universal, como lo verde, se supone que es una única entidad. Los nominalistas consideran inusual que pudiese haber una única cosa que existiese en varios lugares al mismo tiempo. El realista mantiene que todas las instancias de verde se mantienen unidas por la relación de participación o imitación, pero esta relación no puede ser explicada.
Daniel Dennett es un filósofo que intenta ubicar el comienzo del conocimiento en el funcionamiento del cerebro humano, y rechaza la idea de que hay algo de verde en el mundo real. La única circunstancia que lo causa es que el cerebro reaccione a la palabra «verde».
El problema de los universales es una cuestión tratada durante toda la historia de la filosofía, pero su debate se acentuó en la Edad Media, con autores como Guillermo de Ockham o Roscelino de Compiègne.

## Tipos de nominalismo
Hay varias formas de nominalismo que van desde el nominalismo extremo a una postura casi realista. 

### Nominalismo de predicados
Según el nominalismo de predicados, un particular tiene la propiedad P si y solo si cae bajo el predicado «P». Por ejemplo, Sócrates y Platón son hombres porque el predicado «es un hombre» se aplica a ambos. Y este es el caso para todos los atributos de similitud entre objetos. La principal crítica de esta visión es que no proporciona una solución suficiente al problema de los universales en serio. Parece que no proporcionan una explicación metafísica de lo que lo convierte en el caso de que un grupo de cosas son similares o están de acuerdo en el atributo.

### Nominalismo de conceptos
Según el nominalismo de conceptos, un particular tiene la propiedad P si y solo si cae bajo el concepto P. Una crítica que se hace a esta doctrina particular es que para explicar entidades problemáticas como los universales se recurre a otras entidades problemáticas: los conceptos (entidades mentales).

### Nominalismo de semejanza
Según el nominalismo de similitud, un particular tiene la propiedad P si y solo si se asemeja adecuadamente a un caso paradigma (o casos paradigma) de un P. Por ejemplo, el netball y el críquet serán deportes si y solo si se asemejan lo suficiente a casos claros de deportes, como el básquet y el béisbol.
Algunos nominalistas de semejanza admiten que la relación de semejanza en sí es un universal, pero es el único universal que es necesario. Eso pone de manifiesto el espíritu del nominalismo. Otros argumentan que cada relación de semejanza es un particular, y es una relación de semejanza sino en virtud de su semejanza con las relaciones de semejanza otros. Esto genera una regresión infinita, pero muchos coinciden en que no es vicioso.

### Teoría de los tropos
Otra forma de nominalismo es la teoría de los tropos. Un tropo es un caso particular de una propiedad, como el verde específico de una camisa. Podría argumentarse que existe una relación primitiva, la semejanza entre los objetivos que tiene como tropos. Otra ruta es argumentar que todos los tropos aparentemente se construyen a partir de los tropos más primitivos y que los tropos más primitivos son las entidades de la física.
Un tropo primitivo puede explicarse en términos de indiscernibilidad causal. Dos tropos son exactamente semejantes, si la sustitución de uno por el otro no provoca ninguna diferencia en los eventos en que participan. Los diversos grados de semejanza en el plano macroeconómico se pueden explicar por diversos grados de similitud en el nivel micro, a nivel micro y semejanza se explica en términos de algo no menos robusto que el poder físico, el poder causal. David Armstrong, prominente realista contemporáneo, sostiene que tal variante basada en tropo del nominalismo promete, pero sostiene que es incapaz de explicar las leyes de la naturaleza en la forma en que su teoría de los universales puede.